# Louis de Lichtervelde
Pour les autres membres de la famille, voir Famille de Lichtervelde.
Le comte Louis de Lichtervelde (1889-1959) est un historien et homme politique belge.

## Biographie
Louis de Lichtervelde (1889-1959) est le fils de Gontran de Lichtervelde, ancien ambassadeur de Belgique aux États-Unis et de Marguerite de Spangen. Il est l'arrière-petit-fils de Charles de Rodes, membre du premier Congrès National de Belgique. Il grandit au château de La Follie, puis s'établit au Château de Baudries dans le village de Dikkelvenne, où une rue porte actuellement son nom.
il est chef de cabinet du premier ministre Charles de Broqueville et secrétaire du conseil des ministres. Homme de l'ombre, discret, il a néanmoins une grande influence sur la politique belge durant la Première Guerre mondiale, l'entre-deux-guerres, et jusqu'à la question royale. Il est aussi vice-président du conseil de la Brufina, président du conseil de la Société nationale des chemins de fer vicinaux, vice-président de l'agence Belga, et membre du conseil général de l'Université de Louvain.
Il est membre de l'Académie royale des sciences, des lettres et des beaux-arts de Belgique.

## Distinctions
- Grand officier de l'ordre de la Couronne (en janvier 1948).
- Grand officier de l'ordre de Sant'Iago de l'Épée ( Portugal, 5 mars 1936)[3]

### Livres
- Les méthodes budgétaires d'une démocratie - étude sur le budget Suisse, Bruxelles, 1911.
- Le 4 août 1914 au Parlement belge, Bruxelles, 1918.
- La Monarchie en Belgique sous Léopold Ier et Léopold II, Paris-Bruxelles, 1921.
- Le Congrès National de 1830. Études et portraits, Bruxelles, 1922.
- Léopold II, Bruxelles, 1926[4].
- Léopold Ier et la formation de la Belgique contemporaine, Bruxelles, 1929.
- « Notre Monarchie nationale », dans Histoire de la Belgique contemporaine, sous la direction de J. Deharveng, tome II, Bruxelles, 1929, pp. 613-643.
- Méditations pour le centenaire, Bruxelles, 1930.
- La structure politique de l'État belge, Louvain, 1932.
- Générations, Bruxelles, 1932.
- Le Pouvoir royal, Groupement d'études politiques, Cahier I, Bruxelles, 1933.
- Avant l'orage, Bruxelles, 1938.
- La famille dans la Belgique d'autrefois, Tournai, 1942.
- Le Congrès National, L'œuvre et les hommes (collection « Notre Passé »), Bruxelles, 1945.
- Métier de roi: Léopold I, Léopold II, Albert I, Léopold III (collection « Présence de l'histoire »), Bruxelles, 1945.

### Articles

#### Revue générale
- La cherté de la vie : quelques considérations autour du récent débat parlementaire, mars-avril, 1912, p. 393-404 ; p. 512-525.
- La grève d'avril 1913, juin 1913, p. 801-818.
- Essai sur notre monarchie nationale, juillet et septembre 1919, p. 272-291.
- Les travaux de la Commission militaire, janvier 1921 p. 92-100.
- Le clergé au Congrès national, août 1921, p. 132-143.
- Les élections du 3 novembre 1830, décembre 1921, p. 590-606.
- Enquête sur la situation du Parti Catholique, de janvier à novembre 1922, p. 115-122 ; 239-247 ; 367-372 ; 489-496 ; 601-616 ; 727-732 ; p. 114-120 ; 236-238 ; 354-357 ; 605-607.
- Le premier Parlement de la Belgique Indépendante, octobre 1922 - novembre 1923, p. 376-390 ; p. 510-534.
- Plutarque a-t-il menti ?, juillet 1923, p. 93-99.
- Léopold Ier vu par un historien autrichien, décembre 1924, p. 663-675.
- Les Catholiques belges et le socialisme, juin 1925, p. 641-648.
- L'action française et la politique belge, septembre 1925. p. 257-266.
- Au lendemain de la Révolution : la fin du Ministère de 1832, décembre 1925, p. 674-692.
- Le Cardinal et le Gouvernement pendant la guerre, d'après des lettres inédites, février 1926, p. 133-139.
- Léopold II — Les premières années du règne, avril 1926, p. 385-405.
- Les premiers jours du règne de Léopold Ier, juillet 1927, p. 1-17.
- Au-delà du marxisme, octobre 1927, p. 448-457.
- Pour préparer 1930. Le déchirement de 1839, décembre 1928, p. 662-685.
- Les Catholiques belges et la liberté, juin 1929, p. 651-668.
- Méditations pour le Centenaire, novembre 1929 - janvier 1930, p. 556-568 ; p. 1-13.
- L'unité de la Belgique, mars 1930, p. 543-549.
- Les Jacobins au Congrès National, septembre 1930, p. 326-336.
- Le Parti Catholique et le Centenaire, novembre 1930, p. 513-522.
- Un évêque belge à la fin de l'Ancien Régime, janvier 1931, p. 1-18.
- Essai sur Joseph Lebeau, mars 1931, p. 257-291.
- Godefroid Kurth, mai 1931, p. 599-604.
- Le Président de Gerlache, juillet 1931, p. 1-10.
- Monsieur le Ministre, novembre 1931, p. 563-585.
- Générations, février, mars et avril 1932, p. 129-146 ; 276-297 ; 429-459.
- Les Mémoires de M. Woeste, mai 1933, p. 581-587.
- Sous la Croix de Dixmude, octobre 1933. p. 403-410.
- Albert Ier, mars 1934, p. 261-274.
- M. Durax ou les surprises du protocole, mars 1935, p. 257-268.
- La Reine, septembre 1935, p. 262-267.
- Réflexions sur le Fédéralisme, mars 1936, p. 294-312.
- L'élection du 11 avril, avril 1937, p. 409-413.
- Les Cantons de l'Est, août 1937, p. 156-172.
- Pour un socialisme nouveau, septembre 1937, p. 277-285.
- La Belgique et la S. D. N., octobre 1937, p. 385-391.
- Réflexions sur la Crise Gouvernementale, décembre 1937, p. 641-646.
- Pour une politique de présence, janvier 1938, p. 84-88.
- Après l'Anschluss — Nos actes nous suivent, avril 1938, p. 433-439.
- L'État et la Politique, juillet 1938, p. 1-13.
- L'Orage approche : la loi Militaire de 1913, septembre 1938, p. 289-302.
- Politique nouvelle ?, décembre 1938, p. 764-774.
- De M. Spaak à M. Pierlot, mars 1939, p. 305-317.
- La mystique belge, juillet 1939, p. 1-9.
- L'Heure tragique, septembre 1939, p. 289-292.
- La guerre et la paix ?, novembre 1939, p. 577-589.
- Les forces qui montent, janvier 1940, p. 96-107.
- Autour du voyage de M. Summer Wells, mars 1940, p. 289-296.
- La guerre s'étend, mai 1940, p. 577-586.
- Regards sur le Parlement défunt, février 1946, p. 406-414.
- Le comte de Broqueville, mars 1946, p. 524-550.
- Aux Belges de bonne volonté : La question royale, juin 1946, p. 137-142.
- Émile Banning, octobre 1946, p. 717-736.
- La signification des élections communales, janvier 1947. p. 421-425.
- Les Messages du Roi Albert, février 1947, p. 457-472.
- La question royale, juillet 1947, p. 321-332.
- Paul Hymans, septembre 1947, p. 691-703.
- Un peintre : Gaston Geleyn, janvier 1948, p. 391-404.
- Le Pacte de Bruxelles, avril 1948, p. 801-806.
- Bossuet et le problème du gouvernement, juin 1948, p. 208-221.
- La question royale, juillet 1948, p. 448-450.
- Sur le «c Livre des vivants et des morts », septembre 1948, p. 763-766.
- « Un aspect de la question royale » — La brochure de M. Victor Larock, décembre 1948, p. 271-273.
- Le pape et la politique internationale, février 1949. p. 596-599.
- Les élections du 26 juin, juillet 1949, p. 337-343.
- La question royale, février 1950, p. 621-627.
- La nouvelle majorité parlementaire, juillet 1950, p. 337-345.
- La dernière intervention politique du Roi Albert, septembre 1950, p. 682-694.
- « Les mains libres », octobre 1950, p. 890-898.
- Henri Carton de Wiart, juin 1951, p. 169-175.
- L'abdication du Roi, juillet 1951, p. 337-345.
- Le roman du Prince Léopold de Saxe-Cobourg, décembre 1951, p. 178-184.
- Notre Droit constitutionnel, mars 1952, p. 731-737.
- Un livre sur le pontificat de Pie IX, septembre 1952, p. 809-815.
- Réformer et non démolir, août 1953, p. 636-641.
- Henri de Man, septembre 1953, p. 806-810.
- Jules Ingenbleek, novembre 1953, p. 139-143.
- L'hommage à l'armée de 1940 — Déboires de la cooptation, juin 1954, p. 1395_1396 ; p. 1396-1398.
- Hommage à Gonzague de Reynold, juillet 1955, p. 1447-1450.
- Impressions de Rome, décembre 1955, p. 256-261.
- Max-Léo Gérard, janvier 1956, p. 415-419.
- Les constantes de la société belge, juin 1956, p. 1265- 1284.
- La vie d'Antoine Depage, mars 1957, p. 150.
- La figure du Cardinal Dechamps, avril 1957, p. 144-147.
- Le cinquantenaire de l'abbé Daens, août 1957, p. 132-134.
- Henri Goffinet, mai 1958, p. 112-116.

#### Bulletin de la classe des lettres et des sciences morales et politiques de l'Académie royale de Belgique,5esérie
- Le Conseil des Ministres dans le droit public belge, 1947, p. 33 ; p. 21-44.
- Coutumes de la monarchie constitutionnelle : le Roi et le Parlement, 1949, t. 35, p. 38-46.
- La dernière intervention politique du Roi Albert, 1950, t. 36, p. 227-243.
- Un conseiller de Léopold Ier : le vicomte de Conway, 1951. t. 37, p. 104-124.
- L'unité du pouvoir, 1951, t. 37, p. 508-517.
- Un livre nouveau sur Palmerston, 1952.
- Rêve et réminiscences : le Fédéralisme, 1953, t. 39. p. 87-99.
- La réforme des administrations de l'État, 1955, t. 41, p. 101-126.
- Pensées politiques du Docteur Salazar, 1957, t. 43. p. 30-43.

#### Annuaire de l'Académie royale de Belgique
- Notice sur Jules van den Heuvel, 1950, p. 87-124.
- Notice sur Louis Wodon, 1955, p. 65-87.
- Notice sur le comte Henry Carton de Wiart, 1956, p. 215-254.

#### Revue politique
- Tous les pouvoirs émanent de la Nation, I V E année, 1954, p. 287-292.

#### Industrie
- Léopold Ier et le développement industriel de la Belgique, t. X, 1956, p. 401-403.

## Sources
- http://www.academieroyale.be/academie/documents/DELICHTERVELDELouisARB_19758721.pdf
- (en) « BELGIUM ARCHIVES COUNT LOUIS DE LICHTERVELDE OBITUARY », Europeana (consulté le 3 janvier 2013)
- Jonkheer Paul de Pessemier 's Gravendries, Graaf Louis de Lichtervelde, schrijver, historicus, polietik raadgever en 22e kasteelheer van Baudries, Bulletin 311 de l'ANRB, juillet 2022, pp. 67 à 86.